# バシャ
バシャは、北イスラエル王国の第3代の王である。

## 概要
『列王記』によるとイッサカル族の出身で父の名はアヒヤ。ユダ王アサの在位3年目に、先王のナダブが軍を率いてギベトンを制圧中に彼を暗殺して王位につき、その後ナダブ以外のヤロブアムの一族も滅ぼしてティルツァで24年間王座についたが、彼は主の目の前に悪を行いヤロブアムと同じ道を歩み、ハナニの子エヒウという預言者によって「罪を犯したバシャの一族もヤロブアムの一族のように滅ぼされ、町で死ねば犬、外で死ねば鳥に食われるだろう。」という意味の預言を受けたとされる。
またバシャとアサはお互いの生存中争いが絶えず、一度はバシャがユダに攻め込みラマの町に城塞を作ったが、アサがダマスカスに住むアラムの王ベン・ハダトに贈り物をして、アラムの同盟国をイスラエルからユダに変えるよう頼んだことで、アラム軍に北部の都市（イヨン、ダン、アベル・ベテ・マアカ、キネレテ、ナフタリ）を占領され、ラマの城を放棄してティルツァに帰還した。
その後バシャは死んでティルツァに葬られ、息子のエラが王位を受け継いだ。
一方『歴代誌』では、北イスラエル王国の話が省かれているので出自や即位の経緯は乗っていないが、上記のアサとバシャの戦争の年代が違っており、バシャはアサの在位36年目まで生きていて、そこまでバシャとアサは戦わず、この年に初めてユダに攻め込んだところ、アサが頼んだアラム軍に本国を攻められ撤退したとされている。